# UFC 249
UFC 249: Ferguson vs. Gaethje è stato un evento di arti marziali miste tenuto dalla Ultimate Fighting Championship il 9 maggio 2020 al VyStar Veterans Memorial Arena di Jacksonville negli Stati Uniti.

## Risultati
|                                                   | Divisione               |                  |                 |                       | Metodo                                      | Round           | Tempo           | Premio          |
| Card Principale                                   | Card Principale         | Card Principale  | Card Principale | Card Principale       | Card Principale                             | Card Principale | Card Principale | Card Principale |
| ------------------------------------------------- | ----------------------- | ---------------- | --------------- | --------------------- | ------------------------------------------- | --------------- | --------------- | --------------- |
| Sfida valida per il titolo di campione ad interim | Pesi leggeri            | Justin Gaethje   | batte           | Tony Ferguson         | KO tecnico (pugni)                          | 5               | 3:39            | FOTN, POTN      |
| Sfida valida per il titolo di campione            | Pesi gallo              | Henry Cejudo (c) | batte           | Dominick Cruz         | KO tecnico (ginocchiata e pugni)            | 2               | 4:58            |                 |
|                                                   | Pesi massimi            | Francis Ngannou  | batte           | Jairzinho Rozenstruik | KO (pugni)                                  | 1               | 0:20            | POTN            |
|                                                   | Catchweight (150.5 lbs) | Calvin Kattar    | batte           | Jeremy Stephens       | KO tecnico (gomitate e pugni)               | 2               | 2:42            |                 |
|                                                   | Pesi massimi            | Greg Hardy       | batte           | Yorgan de Castro      | Decisione unanime (30-27, 30-27, 30-27)     | 3               | 5:00            |                 |
| Card Preliminare                                  |                         |                  |                 |                       |                                             |                 |                 |                 |
|                                                   | Pesi welter             | Anthony Pettis   | batte           | Donald Cerrone        | Decisione unanime (29-28, 29-28, 29-28)     | 3               | 5:00            |                 |
|                                                   | Pesi massimi            | Oleksij Olijnyk  | batte           | Fabrício Werdum       | Decisione non unanime (28-29, 29-28, 29-28) | 3               | 5:00            |                 |
|                                                   | Pesi paglia femminili   | Carla Esparza    | batte           | Michelle Waterson     | Decisione non unanime (27-30, 29-28, 30-27) | 3               | 5:00            |                 |
|                                                   | Pesi welter             | Vicente Luque    | batte           | Niko Price            | KO tecnico (stop medico)                    | 3               | 3:37            |                 |
|                                                   | Pesi piuma              | Bryce Mitchell   | batte           | Charles Rosa          | Decisione unanime (30-25, 30-25, 30-24)     | 3               | 5:00            |                 |
|                                                   | Pesi mediomassimi       | Ryan Spann       | batte           | Sam Alvey             | Decisione non unanime (29-28, 28-29, 29-28) | 3               | 5:00            |                 |

## Premi
I lottatori premiati ricevettero un bonus di 50.000 dollari.
Legenda:
- FOTN: Fight of the Night (vengono premiati entrambi gli atleti per il miglior incontro dell'evento)
- POTN: Performance of the Night (viene premiato il vincitore per la migliore performance dell'evento)